# Renato Carpentieri
Renato Carpentieri, né le 2 avril 1943 est un acteur italien.

## Biographie
Lors de la 63e cérémonie des David di Donatello, il remporte le David di Donatello du meilleur acteur pour son rôle dans La tenerezza.

## Filmographie partielle
- 1990 : Portes ouvertes de Gianni Amelio
- 1991 : Le Porteur de serviette de Daniele Luchetti
- 1992 : Mort d'un mathématicien napolitain (Morte di un matematico napoletano) de Mario Martone
- 1992 : Les Enfants volés de Gianni Amelio
- 1992 : Puerto Escondido de Gabriele Salvatores
- 1993 : Journal intime de Nanni Moretti
- 1997 : Artemisia d'Agnès Merlet
- 2011 : Corpo celeste d'Alice Rohrwacher
- 2013 : L'arte della felicità d'Alessandro Rak (voix)
- 2013 : La tenerezza de Gianni Amelio : Lorenzo
- 2016 : L'indomptée de Caroline Deruas : Carlo
- 2018 : Una storia senza nome de Roberto Andò
- 2020 : La Vie devant soi (La vita davanti a sé) d'Edoardo Ponti
- 2021: è stata la mano di Dio de Paolo Sorrentino
- 2021: Santa Lucia de Marco Chiappetta: Roberto De Rosa
- 2023 : Ingeborg Bachmann - Reise in die Wüste de Margarethe von Trotta : Giuseppe Ungaretti

## Distinctions
- 63e cérémonie des David di Donatello : Meilleur acteur pour La tenerezza.